# Лефорс (Тексас)
Лефорс (енгл. Lefors) град је у америчкој савезној држави Тексас. По попису становништва из 2010. у њему је живело 497 становника.

## Демографија
Према попису становништва из 2010. у граду је живело 497 становника, што је 62 (11,1%) становника мање него 2000. године.
| Група             | 2000.       | 2010.       |
| Белци             | 522 (93,4%) | 464 (93,4%) |
| Афроамериканци    | 1 (0,2%)    | 2 (0,4%)    |
| Азијати           | 0 (0,0%)    | 0 (0,0%)    |
| Хиспаноамериканци | 29 (5,2%)   | 20 (4,0%)   |
| Укупно            | 559         | 497         |